# Body Language (альбом Кайли Миноуг)
Body Language (с англ. — «Язык тела») — девятый студийный альбом австралийской певицы Кайли Миноуг, выпущенный 10 ноября 2003 года на лейбле Parlophone. Певица работала над пластинкой в сотрудничестве с такими композиторами и продюсерами, как Кэти Деннис, Дэн Кэри, Эмилиана Торрини, Джонни Дуглас, Кёртис Мантроник и другими. На создание альбома Миноуг вдохновила музыка 1980-х годов, в частности творчество Принса и Scritti Politti. Песни Body Language выдержаны в жанрах синти-попа, электроклэша, хип-хопа и R&B. Таким образом, этот альбом отличается от предыдущих альбомов Миноуг в стиле данс-поп с элементами диско. Многие песни альбома содержат отсылки к композициям 1980-х. Композиции Body Language затрагивают темы наслаждения, флирта и секса.
Из альбома было выпущено три сингла. Главным стала композиция «Slow», выпущенная в ноябре 2003 года. Песня пользовалась успехом в чартах: она возглавила хит-парады Австралии, Дании, Испании и Великобритании. В марте 2004 года в качестве второго сингла была выпущена композиция «Red Blooded Woman», которая вскоре попала в топ-5 чартов Австралии и Великобритании. Последним синглом с пластинки стала песня «Chocolate», выпущенная в июне 2004 года. Композиция попала в топ-10 британского чарта. В поддержку альбома был организован сольный концерт «Money Can't Buy», который состоялся 15 ноября 2003 года на развлекательной площади Лондона Hammersmith Apollo. Билеты на концерт не продавались, и на шоу могли попасть только фанаты певицы, победившие в конкурсах, и приглашённые гости.
Body Language получил в основном положительные отзывы критиков, многие из которых хвалили Миноуг за экспериментирование с новыми жанрами и продюсирование альбома в целом. Однако, некоторые критики посчитали, что многие песни не запоминаются и не являются танцевальными как таковыми. В чартах Body Language был менее успешен, чем предыдущий альбом певицы — Fever, но тем не менее пластинка продавалась весьма неплохо. Диск добрался до второй строчки альбомного чарта Австралии, и дважды получил платиновый статус в этой стране. В чарте Великобритании альбом достиг шестой позиции, и получил платиновый статус. Также пластинка хорошо продавалась в Австрии и Швейцарии. Body Language стал известен тем, что отразил изменения в образе Миноуг, и стал примером многочисленных переосмыслений её образа.

## История создания

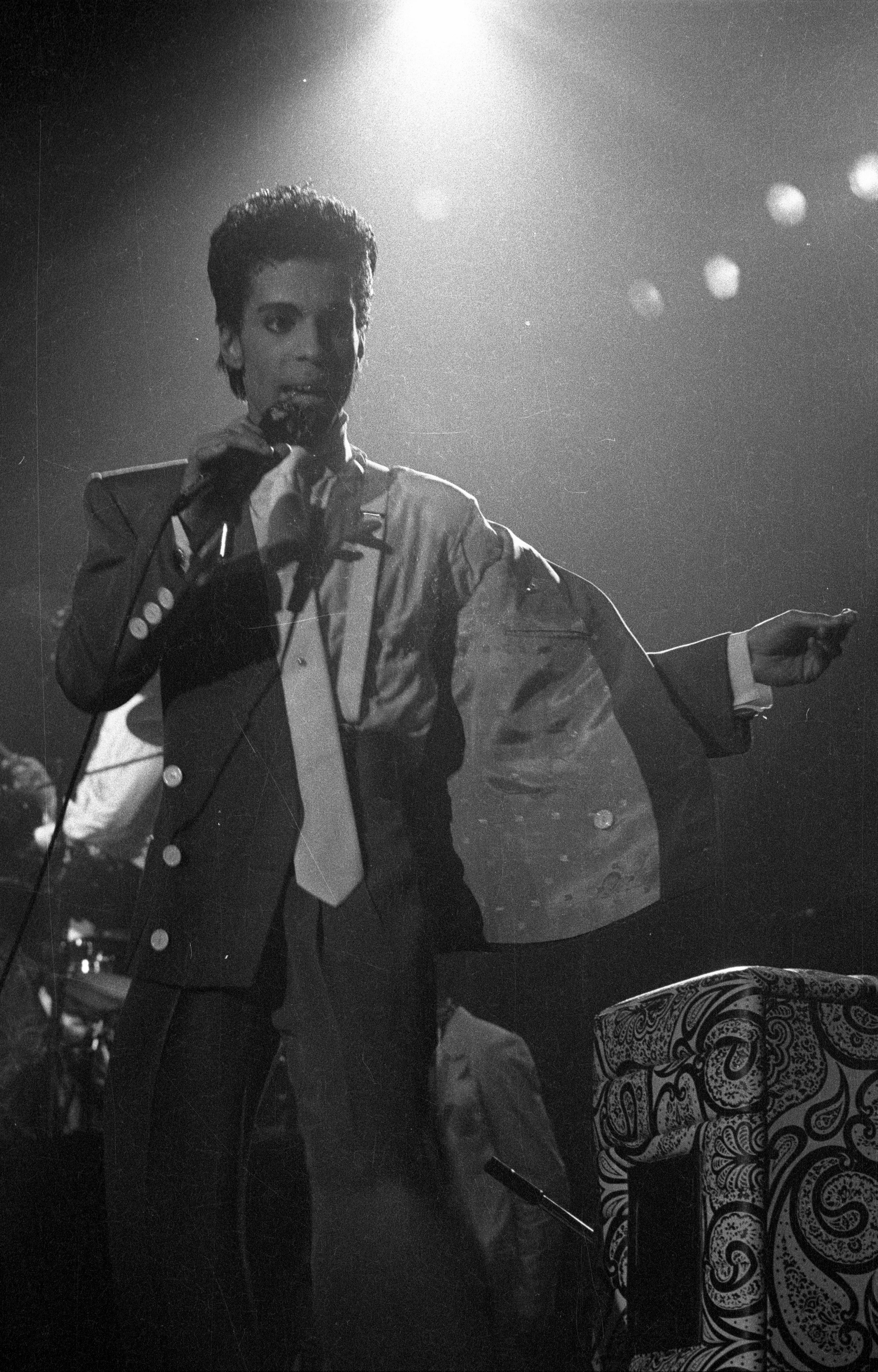
Музыка 1980-х годов, в частности творчество американского автора-исполнителя Принса, оказала влияние на композиции Body Language.

В октябре 2001 года Миноуг выпустила восьмой студийный альбом Fever, выдержанный в стиле данс-поп с элементами диско и европопа. Этот диск имел огромный успех в чартах по всему миру, дебютировав на первой строчке музыкальных чартов Австралии и Великобритании. Fever стал вторым альбомом Миноуг, выпущенным в США после Enjoy Yourself (1989). Альбом был весьма успешен в американских чартах, достигнув третьей позиции в Billboard 200. В итоге Fever получил семикратно-платиновый статус в Австралии, пятикратно-платиновый в Великобритании и платиновый в США. Продажи диска по всему миру составили более шести миллионов экземпляров, и на сегодняшний день он является самым продаваемым альбомом Миноуг. Главный сингл альбома — «Can’t Get You Out of My Head» — достиг первой строчки в 40 странах, включая каждую европейскую страну (кроме Финляндии), Австралию и Новую Зеландию. По всему миру было продано более пяти миллионов экземпляров сингла, что сделало его самым продаваемым синглом Миноуг на сегодняшний день, а также самым продаваемым синглом всех времён.
Вскоре Миноуг начала записывать девятый студийный альбом, получивший название Body Language. В записи пластинки принимали участие продюсеры Кэти Деннис, Дэн Кэри, Эмилиана Торрини, Джонни Дуглас и Mantronix. По словам Миноуг, на создание песен её вдохновила музыка 1980-х годов, в частности творчество Принса и пост-панк-группы Scritti Politti. Лидер группы Scritti Politti Грин Гартсайд записал дополнительный вокал для песни «Someday». «Я до сих пор с ним не встретилась!, — вспоминала Миноуг своё сотрудничество с музыкантом. Я просто оставила на его автоответчике сообщение: „Привет! Это Кайли. Я просто хотела сказать спасибо. У тебя потрясающий голос!“». Соавтором песни «After Dark» выступила Кэти Деннис, которая также принимала участие в написании хита «Can’t Get You Out of My Head». Композицию «Secret (Take You Home)» написала британская R&B-исполнительница Ms. Dynamite, анонимно отправившая эту песню на официальный сайт выпускающего лейбла. Пластинка записывалась летом 2003 года на студиях Лондона, Дублина и Марбельи.

## Музыка и тексты песен
Вдохновлённый музыкой 1980-х годов, Body Language отличается от предыдущих данс-поп-альбомов Миноуг с элементами диско, таких как Light Years (2000) и Fever (2001). Песни альбома выдержаны в стилях синти-попа, электроклэша, EDM и R&B. По сравнению с предыдущими альбомами певицы, Body Language более медленная пластинка. Альбом начинается с главного сингла «Slow», который служит примером синтезаторного звучания всего альбома. Адриан Беград с сайта PopMatters сравнил эту песню с композицией «More More More» — первой по счёту песней в предыдущем альбоме Миноуг Fever. Критик высказал мнение, что Body Language начинается с менее танцевальной композиции, чем Fever. В других композициях в стиле синти-поп, таких как «Still Standing» и «Promises», преобладают элементы ню-диско и EDM. Во многих песнях Body Language содержатся элементы R&B и хип-хопа, с которыми Миноуг решила поэкспериментировать в этом альбоме. Композиция «Red Blooded Woman» была описана как смесь звучания поп-музыки 1980-х с гаражным битом. Критики посчитали, что песня имеет сходство с творчеством американского продюсера Тимбалэнда. В песнях «Sweet Music» и «I Feel For You» присутствуют элементы фанка. В альбоме имеются также баллады, такие как «Chocolate» и «Obsession». В композиции «Secret (Take You Home)» Миноуг исполняет «кокетливый» речитатив. В песнях «Slow» и «Chocolate» Миноуг поёт с придыханием, а в композиции «Obsession» певица поёт скрипучим голосом.
Критики отмечали сходство с поп-музыкой 1980-х годов, а также частые обращения к знаковым композициям того времени. Адриан Беград с сайта PopMatters указал сходство песни «Sweet Music» с композициями Принса и INXS. Хелен Пидд из газеты The Guardian описала песню «Still Standing» как «замечательную смесь композиций „Kiss“ Принса и Sledgehammer Питера Габриэла». «Red Blooded Woman» ссылается на песню британской группы «Dead or Alive» «You Spin Me Round (Like a Record)» строчкой «You got me spinning round, round, round, round (like a record)» (с англ. — «Из-за тебя у меня кружится голова (словно пластинка)»). Композиция «I Feel For You» носит такое же название как и песня Принса и Чаки Хан, хотя и не является её кавером. «Secret (Take You Home)» своим названием и рефреном является отсылкой к песне группы Lisa Lisa & Cult Jam «I Wonder If I Take You Home». Строчка из песни, в которой Миноуг просит «не путать эмоции и удовольствие», ссылается на песню Джанет Джексон «The Pleasure Principle».

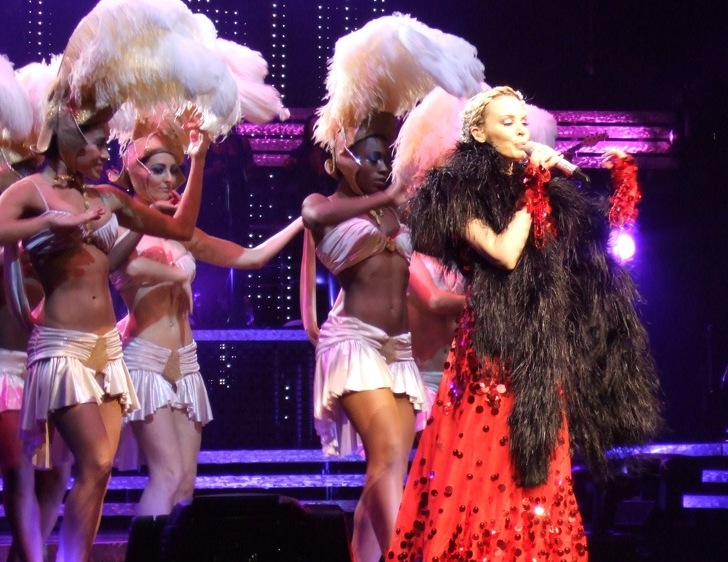
Кайли Миноуг исполняет песню «Chocolate» во время тура Showgirl: The Homecoming Tour.

Композиции альбома затрагивают такие темы, как наслаждение, флирт и секс, а также вечеринки в стиле 1980-х. В интервью телеканалу VH1 Миноуг спросили, почему тексты песен в альбоме намного более личные, чем могли бы быть несколько лет назад, на что певица ответила: «Что-то могло получиться случайно! Несколько лет назад я написала очень личные стихи для альбома [Impossible Princess]. Наверное, сейчас люди знают меня лучше, поэтому, если автор предлагает мне песню, её могут адаптировать [под меня]. Я получаю песни и интерпретирую их по-своему». По словам Миноуг песня «Slow» написана о том, «как время и пространство имеют иное значение, когда вы встречаете кого-то, [кто вам действительно нравится]». Композиция «Sweet Music» повествует об отношениях певицы и продюсера в современном мире шоу-бизнеса. В песне поётся: «Кажется мы к чему-то движемся/ Твой вкус отражает мой/ И в этот момент мне так хорошо/ Давай закончим это демо прямо сейчас». Некоторые строчки из песни являются двусмысленными. В песне «Secret (Take You Home)» используются различные метафоры, которые сравнивают флирт и секс с автогонками. Баллада «Obsession» повествует об окончании отношений.

## Продвижение и релиз

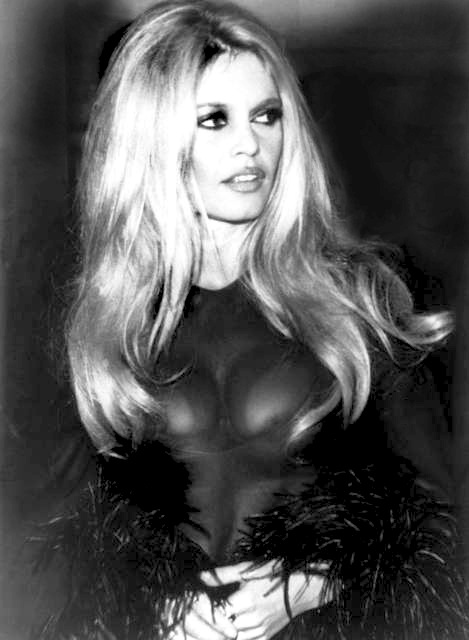
Образ Миноуг на обложке и промо-фото альбома был навеян французской актрисой и певицей Брижит Бардо.

В октябре 2003 года лейбл Parlophone подтвердил название альбома и его трек-лист. 14 ноября 2003 года состоялся релиз пластинки в Австралии. Через три дня диск был выпущен в Великобритании. В США релиз пластинки состоялся 10 февраля 2004 года. На обложке альбома, так же как и на других промо-фото, Миноуг одета в короткую чёрно-белую полосатую майку и в тёмные брюки с вырезом. На создание этого образа певицу вдохновила французская актриса и певица Брижит Бардо, которая считается «первой иноязычной звездой, достигшей международного успеха, сопоставимого с самыми популярными доморощенными талантами Америки», и одним из самых известных секс-символов 1950-х и 1960-х годов. По словам Миноуг, съёмки фотографий были сделаны на юге Франции. Название диска было взято из песни «Slow», в строчке которой содержится фраза «пойми язык моего тела».

### Синглы
Главным синглом альбома стала композиция «Slow», выпущенная 3 ноября 2003 года. Песня получила положительные отзывы критиков. Особенно было отмечено вокальное исполнение певицы. В чартах сингл был довольно успешен. Он дебютировал на первой строчке в австралийском и британском чарте синглов. В Великобритании песня стала седьмым синглом Кайли Миноуг, возглавившим британский чарт, и установила рекорд по продолжительному пребыванию в чарте. Также сингл возглавил чарты Дании, Испании и американский чарт Billboard Hot Dance Club Songs. В Австралии продажи сингла составили 70 000 экземпляров, и он получил платиновый статус. Видеоклип на эту песню был снят Бейли Уолшем. Съёмки проходили в Барселоне. В клипе Миноуг и несколько пляжных моделей танцуют и принимают солнечные ванны рядом с бассейном Piscina Municipal de Montjuïc.
Вторым синглом стала песня «Red Blooded Woman», выпущенная 10 марта 2004 года. Критики положительно оценили мелодию и текст песни. Сингл имел успех в чартах, добравшись до четвёртой строчки в Австралии и до пятой в Великобритании. В России композиция вошла в десятку лучших песен 2004 года по версии Бориса Барабанова. Режиссёром клипа выступил Джейк Нава. Видео снималось в Лос-Анджелесе. В клипе Миноуг танцует в нескольких разных местах, сменяя наряды.
Третьим и заключительным синглом с пластинки стала композиция «Chocolate», выпущенная 28 июня 2004 года. Песня получила смешанные отзывы критиков, которые хвалили её смысл, но раскритиковали вокал Миноуг, посчитав его чрезмерно обработанным. Сингл имел умеренный успех в чартах: он добрался до шестой строчки в Великобритании, но не попал в топ-10 Австралии. Композиция стала 27-м синглом Миноуг, попавшим в топ-10 британского чарта. Режиссёром клипа на эту песню стал Дон Шэдфорт, который также является режиссёром клипа на песню «Can’t Get You Out of My Head». В клипе Миноуг и несколько танцоров исполняют танец, похожий на балет, отдавая дань мюзиклам Metro-Goldwyn-Mayer.

### Промоушен

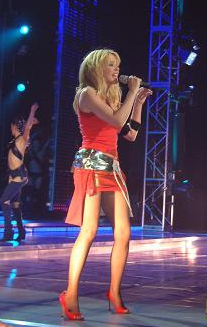
Кайли Миноуг исполняет песню «Slow» во время концерта «Money Can’t Buy».

15 ноября 2003 года на развлекательной площади Лондона Hammersmith Apollo состоялось концертное шоу «Money Can't Buy», организованное в поддержку альбома. Билеты на концерт не продавались, и на выступление могли попасть только фанаты певицы, победившие в конкурсах, и приглашённые гости. Настройкой светодиодных дисплеев для выступлений на сцене занималась фирма Barco. Во время концерта певица меняла наряды пять раз. Костюмы были разработаны домами моды Chanel, Balenciaga и Helmut Lang. Всего было предоставлено 4000 мест для просмотра шоу. Большинство было заранее зарезервировано для приглашённых гостей. Некоторые билеты были проданы на благотворительном вечере Национальным обществом по предотвращению жестокого обращения с детьми (NSPCC) для кампании Full Stop.
Режиссёром шоу выступил стилист и друг певицы Уильям Бейкер. Музыкальные аранжировки были сделаны Стивом Андерсеном, а хореографию разработал Майкл Руни. Сет-лист концерта состоял преимущественно из песен Body Language. Также в списке композиций были песни из альбомов Impossible Princess (1997), Light Years и Fever. Шоу состояло из четырёх актов: «Paris By Night», «Bardello», «Electro» и «On Yer Bike». Песни «Still Standing» и «Red Blooded Woman» были исполнены в первом акте, «After Dark» и «Chocolate» — во втором, «Slow» и «Obsession» — в третьем, и «Secret (Take You Home)» — в четвёртом. Выступления вошли в концертный DVD Body Language Live, который вышел 12 июля 2004 года. DVD был сертифицирован как платиновый в Австралии и как золотой в Великобритании.

## Реакция критиков
| Совокупная оценка     | Совокупная оценка |
| Источник              | Оценка            |
| --------------------- | ----------------- |
| Metacritic            | (62/100)          |
| Оценки критиков       |                   |
| Источник              | Оценка            |
| Русскоязычные издания |                   |
| Play                  | [ 56 ]            |
| Иноязычные издания    |                   |
| Allmusic              | [ 1 ]             |
| The A.V. Club         | (смешанно)        |
| Entertainment Weekly  | B+                |
| The Guardian          | [ 18 ]            |
| New York              | (положительно)    |
| NME                   | (7/10)            |
| PopMatters            | (смешанно)        |
| Rolling Stone         | [ 60 ]            |
| Spin                  | (положительно)    |
| Yahoo! Music          | [ 61 ]            |

Body Language получил положительные отзывы критиков. На агрегаторе оценок Metacritic альбом получил оценку в 62 балла, основанную на 17 рецензиях. Крис Тру с сайта AllMusic дал альбому положительную оценку. Рецензент похвалил певицу за «расширение её горизонтов», ссылаясь на новое звучание альбома. Критик положительно оценил продюсирование диска, назвав его «почти идеальной поп-пластинкой», которая «вполне может стать лучшей в её [Миноуг] карьере». Кит Колфилд из журнала Billboard также хорошо отозвался об альбоме, похвалив Миноуг за её способность выбирать отличные песни и талантливых продюсеров. Рецензент The Irish Times назвал альбом «достойным преемником хитового Fever», похвалив также вокал певицы. Итан Браун из журнала New York был сильно впечатлён песней «Slow», с которой начинается альбом, посчитав, что ни одна другая песня в альбоме не дотягивает до её уровня. Сэл Чинкемани из журнала Slant посчитал, что Body Language лучше чем его предшественник — Fever. Критик назвал его чем-то средним между альтернативным/электронным альбомом Impossible Princess и поп-произведениями, которые Миноуг написала после 2000 года. Сэл похвалил альбом за его целостность, а также Миноуг за её готовность попробовать что-то новое, пусть даже и в рамках танцевальной поп-музыки, так как, по словам критика, «это превратило её в сенсацию мирового масштаба, которой она остаётся последние 15 лет». Роб Шеффилд из журнала Rolling Stone назвал альбом «фантастическим». Рецензент похвалил вокал певицы в композициях «Slow» и «Secret (Take You Home)», и прокомментировал, что в свои «35 она в десять раз „горячее“, чем 10 лет назад». Владислав Крылов из журнала Play поставил альбому 4 балла из 5 возможных, похвалив стилистику альбома, и заключив, что «в случае с Миноуг совершенно оправдано употребление в её адрес почётного звания „Поп-звезда“». Борис Барабанов из газеты «Коммерсантъ» отметил, что певице, «как и в случае с альбомом Fever, повезло с композиторами и продюсерами». По мнению рецензента, «несмотря на то что материал по-прежнему из разряда „конфетный поп“, песни вышли одна другой лучше».
Шэрон О’Коннелл с сайта Yahoo! Music поставила диску пять баллов из десяти возможных, разочаровавшись в отсутствии хитов уровня «Can’t Get You Out of My Head». По словам журналистки, «Body Language подтверждает то, что нам уже известно: Кайли — спринтер-одиночка, а не талантливый марафонец». Хелен Пидд из британской газеты The Guardian похвалила сочетания музыкальных стилей 1980-х в альбоме, но посчитала, что ему не хватает по-настоящему танцевальных песен. Хелен прокомментировала, что слушателю будет очень трудно заставить себя танцевать под песни альбома, и назвала песню «After Dark», написанную Кэти Деннис, «полным разочарованием». Джон Робинсон из журнала NME в целом положительно оценил альбом, назвав его «душевной, сделанной со вкусом современной R&B-пластинкой», но тем не менее, критик посчитал, что диск уступает своему предшественнику [Fever]. Адриан Беград с сайта PopMatters посчитал, что в отличие от Fever, Body Language не хватает по-настоящему запоминающихся хитов. Рецензент похвалил продюсирование и первую половину пластинки. Он заключил, что «хотя Body Language — небольшая оплошность для Миноуг, на нём ощущается чувство стиля», и что «Бритни [Спирс] может кое-чему поучиться». Критик из журнала Spin прокомментировал, что «Миноуг к лицу 1980-е». Он похвалил танцевальные композиции, но раскритиковал баллады, посчитав, что «вокал Миноуг настолько сильно переработан, что они почти не существуют». Ник Рейнольдс с сайта BBC Music назвал альбом «приятным», при этом посчитав, что ему не хватает явных хитов уровня «Spinning Around» и «Can’t Get You Out Of My Head», и что многие песни заурядны.

## Коммерческий успех

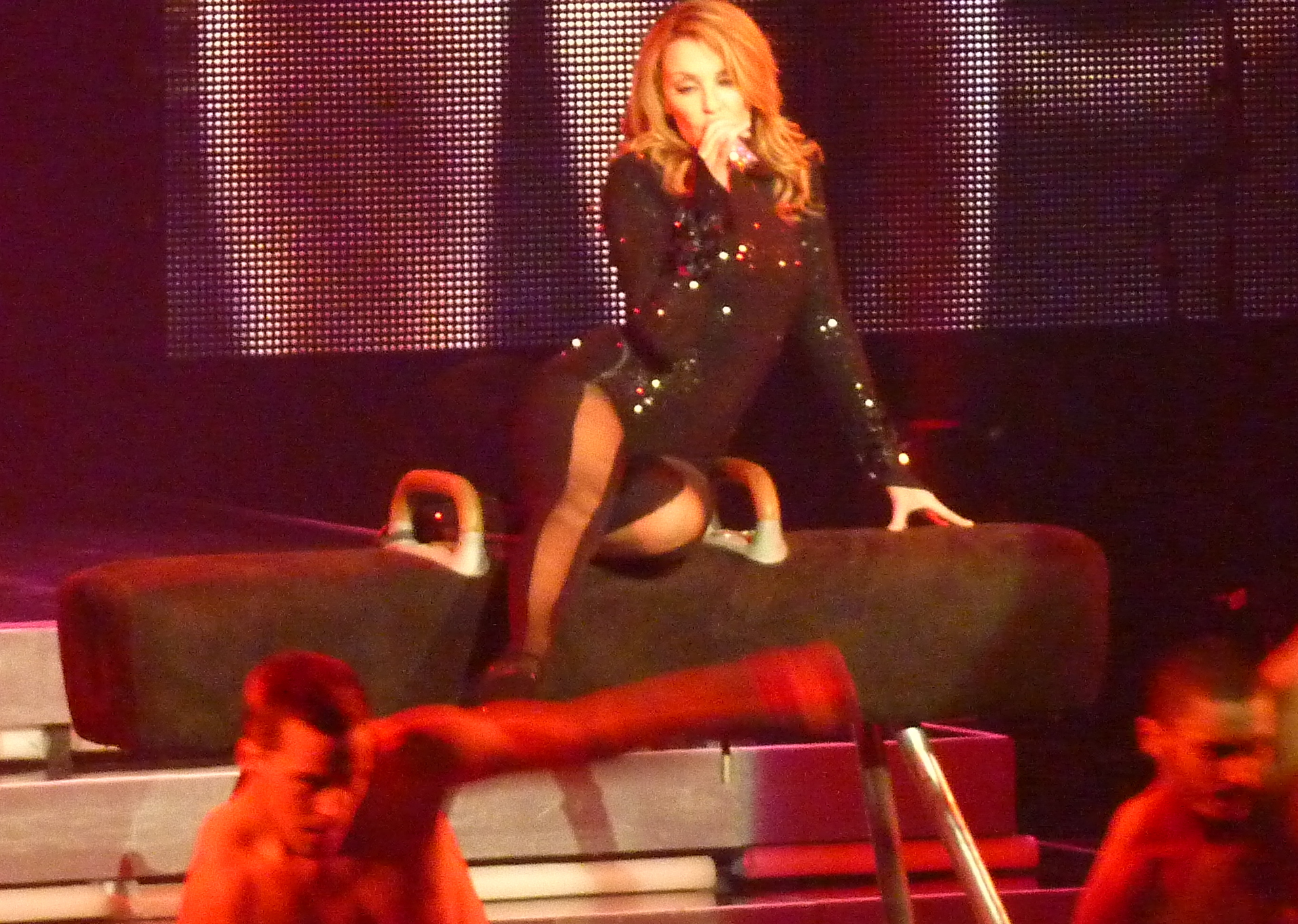
Кайли Миноуг исполняет композицию «Red Blooded Woman» во время североамериканского тура For You, for Me.

Body Language был довольно успешен в чартах, хотя и не настолько, как Fever. В австралийском альбомном чарте пластинка дебютировала под номером два, и провела в чарте в общей сложности 18 недель. Продажи альбома в Австралии составили 140 000 экземпляров, и он дважды получил платиновый статус в этой стране. В британском альбомном чарте альбом дебютировал на шестой позиции, его продажи в первую неделю составили 68 866 экземпляров. Пластинка находилась в топ-10 чарта в течение недели, а в топ-20 — в течение двух. В общей она провела в чарте 30 недель. 28 ноября 2003 года Body Language получил платиновый статус в Великобритании, а к декабрю 2007 года продажи диска в этой стране составили 398 035 экземпляров.
В австрийском альбомном чарте Body Language добрался до 23-й строчки. Вскоре, продажи диска в Австрии составили 7500 экземпляров, и он получил в этой стране золотой статус. В нидерландскоязычном регионе Бельгии — Фландрии альбом дебютировал под номером 10 в чарте Ultratop, и провёл в нём 17 недель, став первым альбомом Миноуг, попавшим в топ-10 чарта этого региона. В швейцарском альбомном чарте пластинка дебютировала на восьмой строчке, и провела в чарте 17 недель. Продажи альбома в Швейцарии составили 20 000 экземпляров, за что ему был присвоен золотой статус. В США Body Language дебютировал под номером 42 в чарте Billboard 200, в первую неделю было продано всего 43 000 экземпляров. Согласно Nielsen SoundScan, по состоянию на март 2011 года продажи диска в США составляют 177 000 экземпляров.

## Наследие
После выпуска Body Language критики стали называть его примером многочисленных переосмыслений образа Миноуг. В этот период певицу часто называли «Бардо Кайли», так как именно Бриджит Бардо вдохновила певицу на создание образа для обложки альбома, а сам альбом описывали как шаг вперёд от «„гладкого“, минималистического и постмодернистского» образа, который она приняла в период выпуска Fever. Крис Тру с сайта AllMusic назвал альбом «ещё одной удачной попыткой [Миноуг] расширить звучание (например, с помощью электро и хип-хопа) и привлечь новых фанатов». Позже, в своей рецензии к десятому альбому Миноуг X, критик отметил, что «к моменту выпуска Body Language Кайли казалась неуязвимой с тремя хитовыми альбомами, рядом успешных хит-синглов и обновлённой карьерой, которая всего за несколько лет до этого, в лучшем случае, держалась на волоске». Лариса Дубецки из газеты The Age прокомментировала, что «Кайли обошла своих недоброжелателей, создав десяток образов, начиная от „поющего попугайчика“, выпорхнувшим из „Соседей“ с первым синглом-кавером Литл Ивы „Locomotion“ в 1987 году, и заканчивая наивной простушкой из 1960-х в последнем альбоме Body Language».
В 2004 году Миноуг была номинирована на премию «ARIA Music Awards» как «Лучшая исполнительница», а Body Language получил номинацию как «Лучший поп-альбом». На премии Brit Awards в 2004 году певица получила третью номинацию в категории «Лучшая международная сольная исполнительница». В 2005 году сингл «Slow» был представлен в номинации «Лучшая танцевальная запись» на премии «Грэмми», а в 2012 году Миноуг назвала эту композицию своей самой любимой за всю 25-летнюю музыкальную карьеру.

## Список композиций
| №                   | Название                 | Автор(ы) | Продюсер(ы)                            | Длительность |
| ------------------- | ------------------------ | --- | -------------------------------------- | ------------ |
| 1.                  | «Slow»                   | Кайли Миноуг, Дэн Кэри, Эмилиана Торрини                                                                                           | Дэн Кэри, Эмилиана Торрини, Sunnyroads | 3:15         |
| 2.                  | «Still Standing»         | Эш Томас, Алексис Страм | Baby Ash                               | 3:40         |
| 3.                  | «Secret (Take You Home)» | Реза Сафинья, Лиза Грин, Найоми МакЛин-Дейли, Хью Кларк, Пол Джордж, Геральд Чарльз,Брайан Джордж, Curtis T. Bedeau, Люсьен Джордж | Rez, Джонни Дуглас[a]                  | 3:16         |
| 4.                  | «Promises»               | Кёртис Аль-Халиль,Дэвид Биллинг | Кёртис Мантроник, Дуглас[a]            | 3:17         |
| 5.                  | «Sweet Music»            | Миноуг, Карэн Пул, Томас | Baby Ash                               | 4:11         |
| 6.                  | «Red Blooded Woman»      | Дуглас, Пул | Дуглас                                 | 4:21         |
| 7.                  | «Chocolate»              | Пул, Дуглас | Дуглас                                 | 5:00         |
| 8.                  | «Obsession»              | Халиль, Биллинг, Мириам Грэй | Мантроник, Дуглас[a]                   | 3:31         |
| 9.                  | «I Feel for You»         | Джейсон Пиксиони, Лиз Уинстанли, Стефано Ансельметти                                                                               | Electric J.                            | 4:19         |
| 10.                 | «Someday»                | Миноуг, Торрини, Томас | Baby Ash                               | 4:18         |
| 11.                 | «Loving Days»            | Миноуг, Ричард Стэннард, Джулиан Галлахер, Дэйв Морган                                                                             | Стэннард, Галлахер                     | 4:26         |
| 12.                 | «After Dark»             | Кэти Деннис, Крис Брейд | Деннис, Брейд                          | 4:10         |
| Общая длительность: | Общая длительность:      | Общая длительность: | Общая длительность:                    | 47:44        |

| №   | Название      | Автор(ы)                                         | Продюсер(ы) | Длительность |
| --- | ------------- | ------------------------------------------------ | ----------- | ------------ |
| 13. | «Slow Motion» | Миноуг, Эндрю Фрэмптон, Марк Стент, Уэйн Уилкинс | The Auracle | 4:18         |

| №   | Название           | Автор(ы)                                       | Продюсер(ы) | Длительность |
| --- | ------------------ | ---------------------------------------------- | ----------- | ------------ |
| 13. | «You Make Me Feel» | Миноуг, TommyD, Феликс Говард, Мариус де Врьес | TommyD      | 4:19         |
| 14. | «Slow Motion»      | Миноуг, Фрэмптон, Стент, Уилкинс               | The Auracle | 4:18         |

| №   | Название                                   | Автор(ы)                                       | Продюсер(ы) | Длительность |
| --- | ------------------------------------------ | ---------------------------------------------- | ----------- | ------------ |
| 13. | «Cruise Control»                           | Миноуг, Дуглас, Пул                            | Дуглас      | 3:55         |
| 14. | «You Make Me Feel»                         | Миноуг, TommyD, Феликс Говард, Мариус де Врьес | TommyD      |              |
| 15. | «Slow» (видеоклип)                         |                                                |             |              |
| 16. | «Can't Get You Out of My Head» (видеоклип) |                                                |             |              |

Примечания
- ↑  означает вокального продюсера

## Участники записи
Данные адаптированы из буклета альбома Body Language.

| - Кайли Миноуг — основной вокал, бэк-вокал - Нил Алькотт — ответственный за запись оркестра (дорожка 11) - Baby Ash — продюсирование (дорожки 2, 5, 10), микширование (дорожки 2, 5, 9, 10), вокальное продюсирование (дорожка 9), бэк-вокал, хор (дорожка 2) - Уильям Бейкер — стиль, визуальная режиссура - Дэвид Биллинг — бэк-вокал (дорожка 4) - Крис Брейд — игра на инструментах, бэк-вокал (дорожка 12) - Дейв Клус — Pro Tools (дорожки 3, 6, 7), клавишные (дорожка 6), программирование, вокальный инжиниринг(дорожки 6, 7) - Кэти Деннис — игра на инструментах, бэк-вокал, продюсирование (дорожка 12) - Джонни Дуглас — дополнительное продюсирование, вокальное продюсирование (дорожки 3, 4, 8), игра на инструментах, бэк-вокал, микширование, продюсирование (дорожки 6, 7) - Electric J — продюсирование (дорожка 9) - Стив Фитцморис — микширование (дорожки 3, 4, 8) - Дилан Галлахер — предпроизводство (дорожка 12) - Джулиан Галлахер — клавишные, продюсирование, программирование (дорожка 11) - Грин Гартсайд — дополнительный вокал (дорожка 10) - Мириам Грэй — бэк-вокал (дорожка 4) - A. Guevara — MC (дорожка 7) | - Саймон Хэйл — дирижирование, струнные аранжировки (дорожка 11) - Тони Ханг — дизайн обложки виниловой пластинки - Деймон Иддинс — ассистент при микшировании (дорожки 3, 4, 8) - Lion — хор (дорожка 2) - Лондонский филармонический оркестр — оркестр (дорожка 11) - Кёртис Мантроник — продюсирование (дорожки 4, 8) - Тони Мазерати — микширование (дорожка 12) - Дэйв Маккрекен — программирование (дорожка 12) - Mert and Marcus — фотографирование - Дэйв Морган — гитара, клавишные (дорожка 11) - Mr. Dan — микширование (дорожка 1) - Джефф «Пеши» Пеш — мастеринг - Карэн Пул — бэк-вокал (дорожки 6, 7) - Rez — продюсирование (дорожка 3) - Джефф Райс — ассистент звукозаписи (дорожка 12) - Ричард «Бифф» Стэннард — бэк-вокал, клавишные, продюсирование (дорожка 11) - Алексис Страм — бэк-вокал (дорожка 2) - Sunnyroads — продюсирование - Дэнтон Сапл — инжиниринг (дорожка 12) - Элвин Суини — микширование, программирование, запись (дорожка 11) - Гэвин Райт — концертмейстер (дорожка 11) |

## Чарты и сертификации
| Чарт (2003—2004)         | Высшая позиция |
| ------------------------ | -------------- |
| Австрия                  | 23             |
| Австралия                | 2              |
| Австралия (Dance Albums) | 1              |
| Бельгия (Фландрия)       | 10             |
| Бельгия (Валлония)       | 33             |
| Великобритания           | 6              |
| Германия                 | 11             |
| Дания                    | 22             |
| Европа                   | 9              |
| Ирландия                 | 19             |
| Новая Зеландия           | 23             |
| Норвегия                 | 21             |
| Нидерланды               | 19             |
| Польша                   | 49             |
| Португалия               | 14             |
| США                      | 42             |
| Финляндия                | 32             |
| Франция                  | 31             |
| Швеция                   | 20             |
| Швейцария                | 8              |
| Япония                   | 43             |

| Чарт (2003)              | Высшая позиция |
| ------------------------ | -------------- |
| Австралия                | 54             |
| Австралия (Dance Albums) | 3              |
| Великобритания           | 63             |
| Чарт (2004)              | Место          |
| Австралия                | 85             |
| Австралия (Dance Albums) | 6              |
| Великобритания           | 166            |

| Страна         | Сертификат    | Продажи |
| -------------- | ------------- | ------- |
| Австрия        | Золотой       | 15 000  |
| Австралия      | 2× платиновый | 140 000 |
| Великобритания | платиновый    | 398 035 |
| США            |               | 177 000 |
| Швейцария      | золотой       | 20 000  |

## История релиза
| Страна         | Дата релиза     | Лейбл(ы)          | Ref.    |
| -------------- | --------------- | ----------------- | ------- |
| Япония         | 10 ноября 2003  | EMI, Parlophone   | [ 110 ] |
| Австралия      | 14 ноября 2003  | Festival Mushroom | [ 25 ]  |
| Германия       | 14 ноября 2003  | EMI               | [ 111 ] |
| Франция        | 17 ноября 2003  | EMI               | [ 112 ] |
| Великобритания | 17 ноября 2003  | Parlophone        | [ 14 ]  |
| США            | 10 февраля 2004 | Capitol           | [ 1 ]   |